# Delignekohomologi
Inom matematiken är Delignekohomologi hyperkohomologin av Delignekomplexet av en komplex mångfald. Den introducerades av Pierre Deligne i ett opublicerat arbete runt 1972 som en kohomologiteori för algebraiska varieteter som innehåller både den ordinära kohomologin och intermediära Jacobianer.
För introduktioner till Delignekohomologi, se Brylinski (2008, sektion 1.5), Esnault & Viehweg (1988) och Gomi (2009, sektion 2).

## Definition
Det analytiska Delignekomplexet Z(p)D, an över en komplex analytisk mångfald X är
{\displaystyle 0\rightarrow \mathbf {Z} (p)\rightarrow \Omega _{X}^{0}\rightarrow \Omega _{X}^{1}\rightarrow \cdots \rightarrow \Omega _{X}^{p-1}\rightarrow 0\rightarrow \dots }
där Z(p) = (2π i)pZ. Beroende på sammanhanget är {\displaystyle \Omega _{X}^{*}} antingen komplexet av släta (d.v.s. C∞) differentialformer eller analytiska former
Delignekohomologin Mall:SubSup(X,Z(p)) är den q-te hyperkohomologin av Delignekomplexet.

## Egenskaper
Delignekohomologigrupperna Mall:SubSup(X,Z(p)) kan beskrivas geometrisk, speciellt i låga grader. För p = 0 är den enligt definition identisk med den q-te singulära kohomologigruppen (med Z-koefficienter). För q = 2 och p = 1 är den isomorfisk till gruppen av isomorfiklasser av släta (eller analytiska, beroende på sammanhanget) principala C×-knippen över X. För p = q = 2 är den gruppen av isomorfiklasser av C×-knippen med konnektion. För q = 3 och p = 2 eller 3 kan man ge beskrivningar med hjälp av gerben (Brylinski (2008)). Detta har generaliserats till beskrivningar i högre grader med hjälp av itererade klassificerande rum och konnektioner över dem (Gajer (1997)).

## Användningar
Delignekohomologi används till att formulera Beilinsons förmodanden om speciella värden av L-funktioner.